# Chiesa di San Lorenzo (Villa Faraldi)
La chiesa di San Lorenzo è un luogo di culto cattolico situato nel comune di Villa Faraldi, in provincia di Imperia. La chiesa è sede della parrocchia dei Santi Lorenzo e Antonio del vicariato di Diano Marina della diocesi di Albenga-Imperia.

## Storia e descrizione
L'originario edificio in stile romanico sembrerebbe risalente - secondo fonti e reperti locali - al 1295, mentre il campanile originario venne probabilmente costruito nel XIV secolo.
Subì le prime modifiche strutturali, ampliamenti per lo più, tra il XV e il XVI secolo e maggiori interventi architettonici e pittorici nel 1681. Nuovi fondi permisero la completa ristrutturazione della facciata nel 1844, conclusi nel 1865.
A destra della porta secondaria è murata una lapide tombale, risalente all'Impero romano, del I secolo d.C.. L'eccezionale reperto fu ritrovato nelle campagne adiacenti al capoluogo comunale e raffigura il dolore di donna (chiamata Licinia) per la prematura morte del figlio.